# Pyrazolone

3-pyrazolone

5-pyrazolone

Phénazone

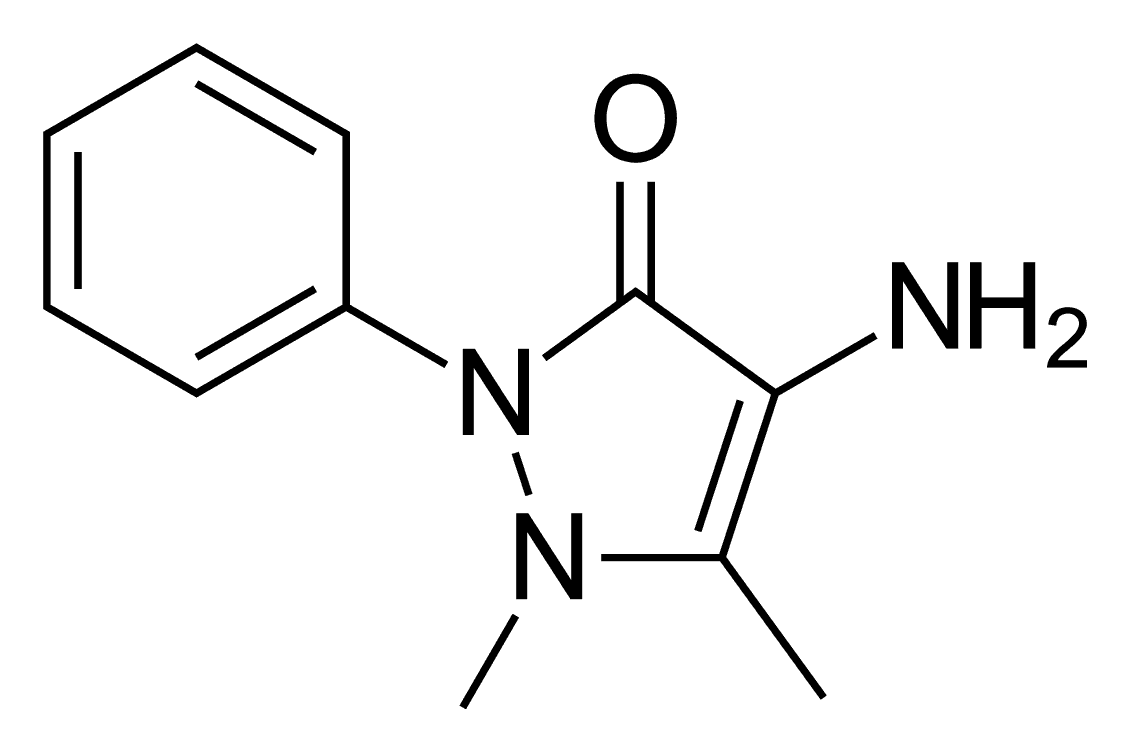
Ampyrone

La pyrazolone consiste en un cycle lactame à 5 qui est dérivé du pyrazole auquel est ajouté un groupe oxo (=O). Elle a la formule brute C3H4N2O.
Il y a deux isomères possibles : la 3-pyrazolone de numéro CAS 60456-92-0 et la 5-pyrazolone, 137-44-0.
Plus généralement, les pyrazolones sont les composés moléculaires qui intègrent l'une ou l'autre des formes du cycle pyrazolone.
Par exemple : 
- ampyrone, un médicament ;
- métamizole, un médicament utilisé comme analgésique, antispasmodique et antipyrétique ;
- phénazone, un autre médicament utilisé comme analgésique et antipyrétique ;
- les pigments orange P012, P013, P034, P067, P069, les jaunes PY10, PY60, PY183, PY191 et les anciens pigments jaunes CI 12720 et 12750 du Colour Index[1] ;
- phénidone (en), une dihydropyrazolone.

## Note et référence
- (en) Cet article est partiellement ou en totalité issu de l’article de Wikipédia en anglais intitulé « Pyrazolone » (voir la liste des auteurs).

1. ↑  Jean Petit, Jacques Roire et Henri Valot, Encyclopédie de la peinture : formuler, fabriquer, appliquer, t. 3, Puteaux, EREC, 2005, p. 28-29, 123sq.